# Egil Olsen

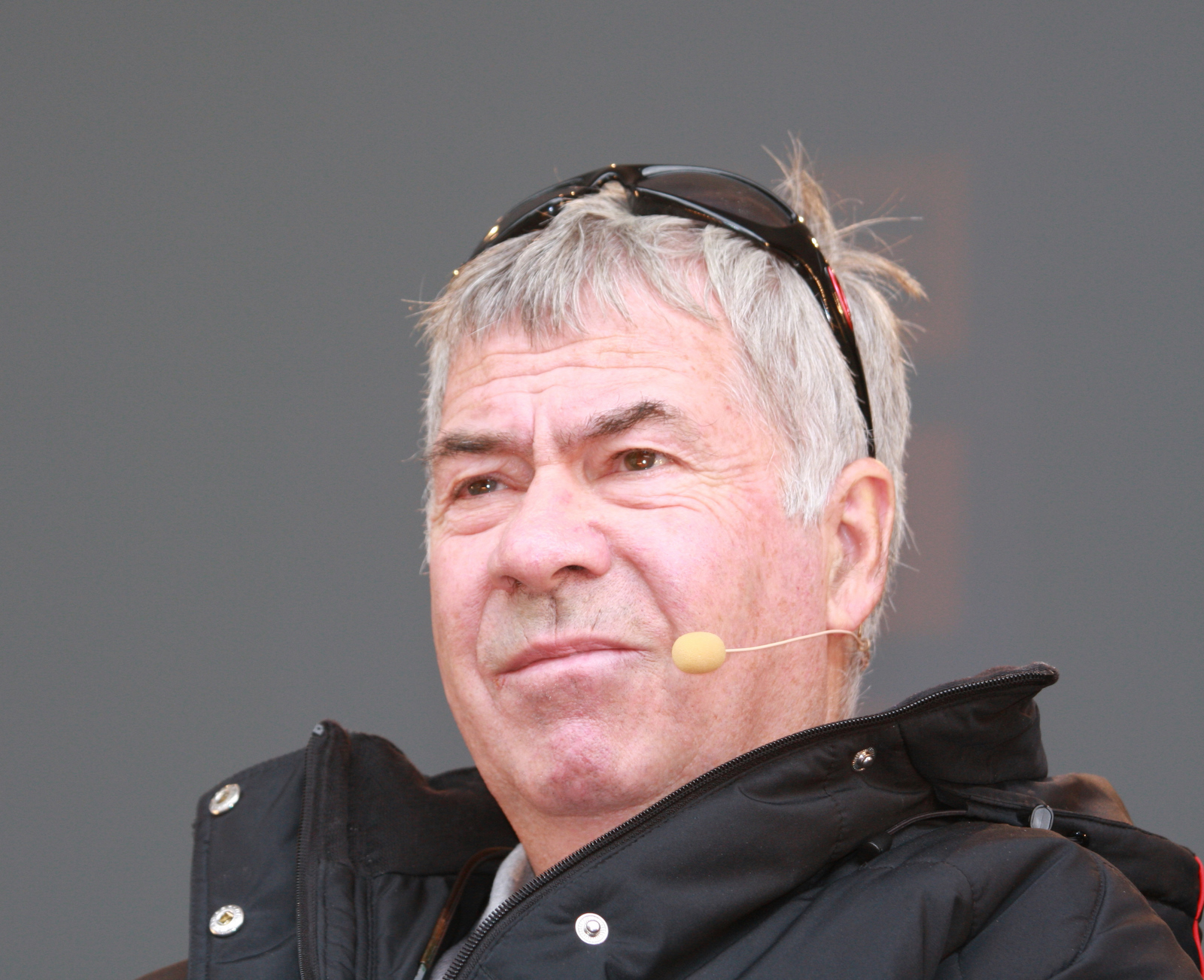
Egil Olsen 2010

Egil Roger Olsen (* 22. April 1942 in Fredrikstad), Spitzname Drillo, ist ein norwegischer Fußballtrainer. Er war von 1990 bis 1998 und von 2009 bis 2013 Trainer der norwegischen Nationalmannschaft.

## Leben
Von 1990 bis 1998 trainierte er erstmals die norwegische Nationalmannschaft und führte sie in die Endrunden der Weltmeisterschaften 1994 und 1998. 1999 wurde Olsen Trainer des FC Wimbledon in England, wurde aber nach nicht mal einem Jahr wieder entlassen. Von 2005 bis 2007 arbeitete er als Berater für Vålerenga Oslo. Von September 2007 bis Februar 2008 war er Cheftrainer der irakischen Nationalmannschaft. Ab Januar 2009 übernahm er ein zweites Mal die Verantwortung für die norwegische Auswahl, nachdem Åge Hareide wegen Erfolglosigkeit zurückgetreten war. Nachdem Norwegen dann in seinem ersten Spiel als Nationalcoach am 11. Februar 2009 in Düsseldorf gleich Deutschland schlug, und danach die beiden nächsten Spiele zur Zufriedenheit aller Beteiligten leitete, wurde sein Vertrag verlängert. Am 27. September 2013 wurde er von Per-Mathias Høgmo als norwegischer Nationaltrainer abgelöst. Insgesamt betreute er die norwegische Nationalmannschaft in seinen beiden Amtszeiten in 135 offiziellen Länderspielen sowie zwei inoffiziellen Spielen (gegen die dänische Ligaauswahl am 15. Januar 2012 und gegen die südkoreanische U-23-Mannschaft am 21. Januar 2012 beim King’s-Cup in Bangkok) und damit so oft wie kein anderer norwegischer Trainer.
In seiner aktiven Zeit war Olsen selbst ein erfolgreicher Spieler. Olsen war Mitglied der maoistischen Kommunistischen Arbeiterpartei Norwegens (AKP).

## Karriere als Spieler
- Østsiden (1958–65)
- Vålerenga I.F. (1966–67)
- Sarpsborg (1968–71)
- Frigg (1972–74)
- Hasle/Løren (1975)

## Karriere als Trainer
- Frigg (1972–74, 1978–79, 1981–83)
- Hasle-Løren (1975)
- Østsiden (1976–78)
- Norwegen U21 (1979–85)
- Fossum (1983–84)
- Lyn (1986–88)
- Aalesund (1989)
- Norwegen U23 (1990)
- Norwegische Nationalmannschaft (1990–98)
- Vålerenga I.F. (1998–99)
- FC Wimbledon (1999–2000)
- Norwegen U19 (2003–04)
- Fredrikstad (2004–2005)
- Irakische Nationalmannschaft (2007–2008)
- Norwegische Nationalmannschaft (2009–2013)